# ヘドヴィグ・ルンド

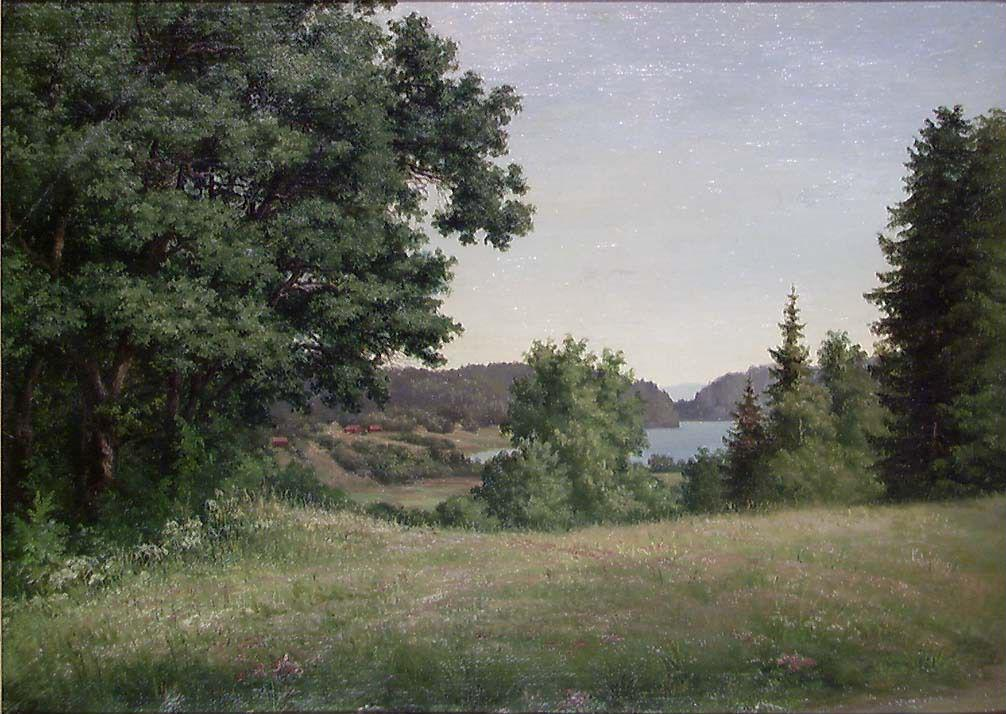
ヘドヴィグ・ルンド作「Borrevannet湖近くの風景」

ヘドヴィグ・エリクセン・ルンド(Hedevig Erichsen Lund、結婚前の名前: Hedevig Thorine Christine Erichsen、1824年6月11日 - 1888年3月16日）は、ノルウェーの画家である。ノルウエーで、専門的な美術教育を受けて画家になった最初の女性とされる 。肖像画家として働いた。

## 略歴
当時スウェーデン＝ノルウェー連合王国であったノルウェー南部、アグデル県のクリスチャンサンで生まれた。父親のOle Wilhelm Erichsenは海軍大臣などを務めた人物で、父親が大臣としてストックホルムに赴任していた時に、ストックホルムでヨハン・グスタフ・ケーラー(Johan Gustaf Köhler: 1803–1881) から絵を学んだ。1845年にクリスチャニア（オスロ）の展覧会に出展し、1846年から1847年の間はデュッセルドルフでカール・フェルディナンド・ゾーン(1805-1867)やアドルフ・ティーデマン(1814-1876)のもとで学んだ 。
肖像画家として評価されるようになり、政治家や、富裕層の女性から注文を受けて肖像画を描き、民族衣装を着た女性の人物画も描いた。
1847年に元軍人でエンジニアであり、デュッセルドルフで絵を学んだことのあるベルント・ルンド(Bernt Lund: 1812–1885) と結婚した。1853年から夫がノルウェーの道路管理の役人として働いた時代は夫とノルウエー各地に滞在することになり、あまり絵を描くことは無かったが、夫の肖像画や夫と共作で教会の祭壇画を描いた。1880年にヘデヴィッヒの母親から邸を相続し、この頃から再び夫婦で画家としての活動絵に戻った。夫は作家、詩人としても活躍したが1885年に亡くなった。
ヘドヴィグ・ルンドは1888年にクリスチャニアで亡くなった。エンジニアなどになった2人の息子がいた。いとこに画家になったオラフ・イサクセン(1835-1893)がいる。

## 作品

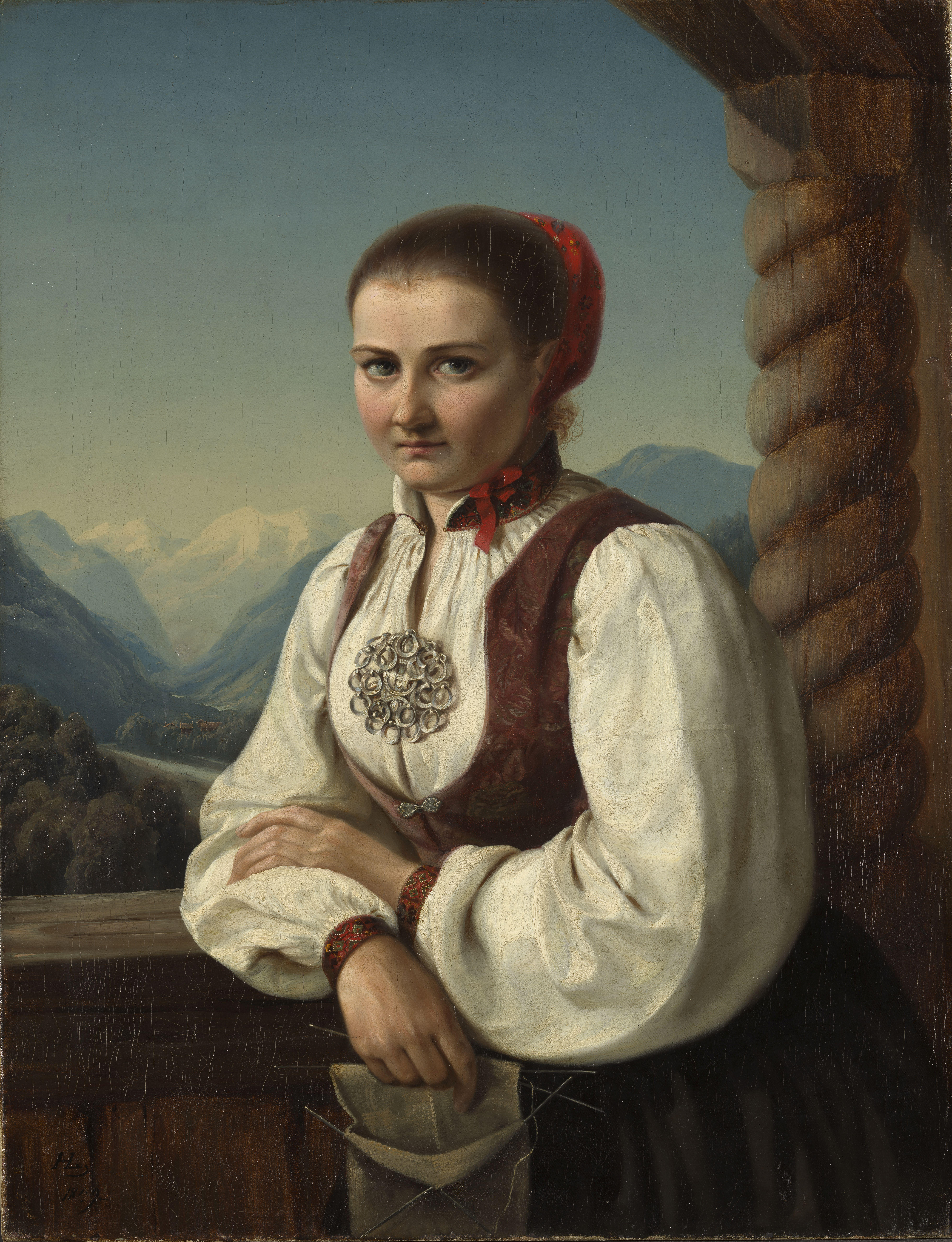
バルコニーにいる民族衣装の女性 (1849) オスロ国立美術館
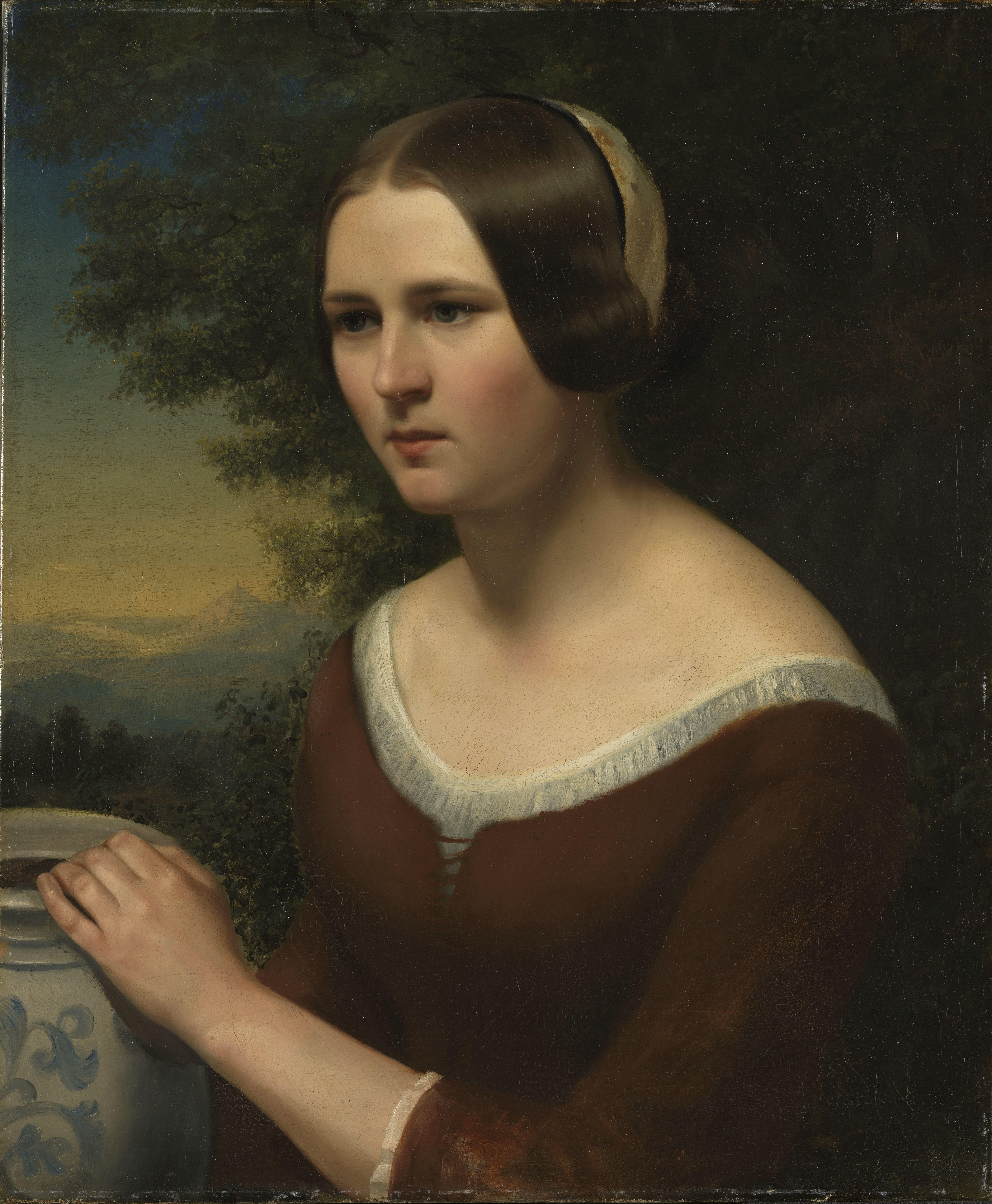
女性の肖像画 オスロ国立美術館
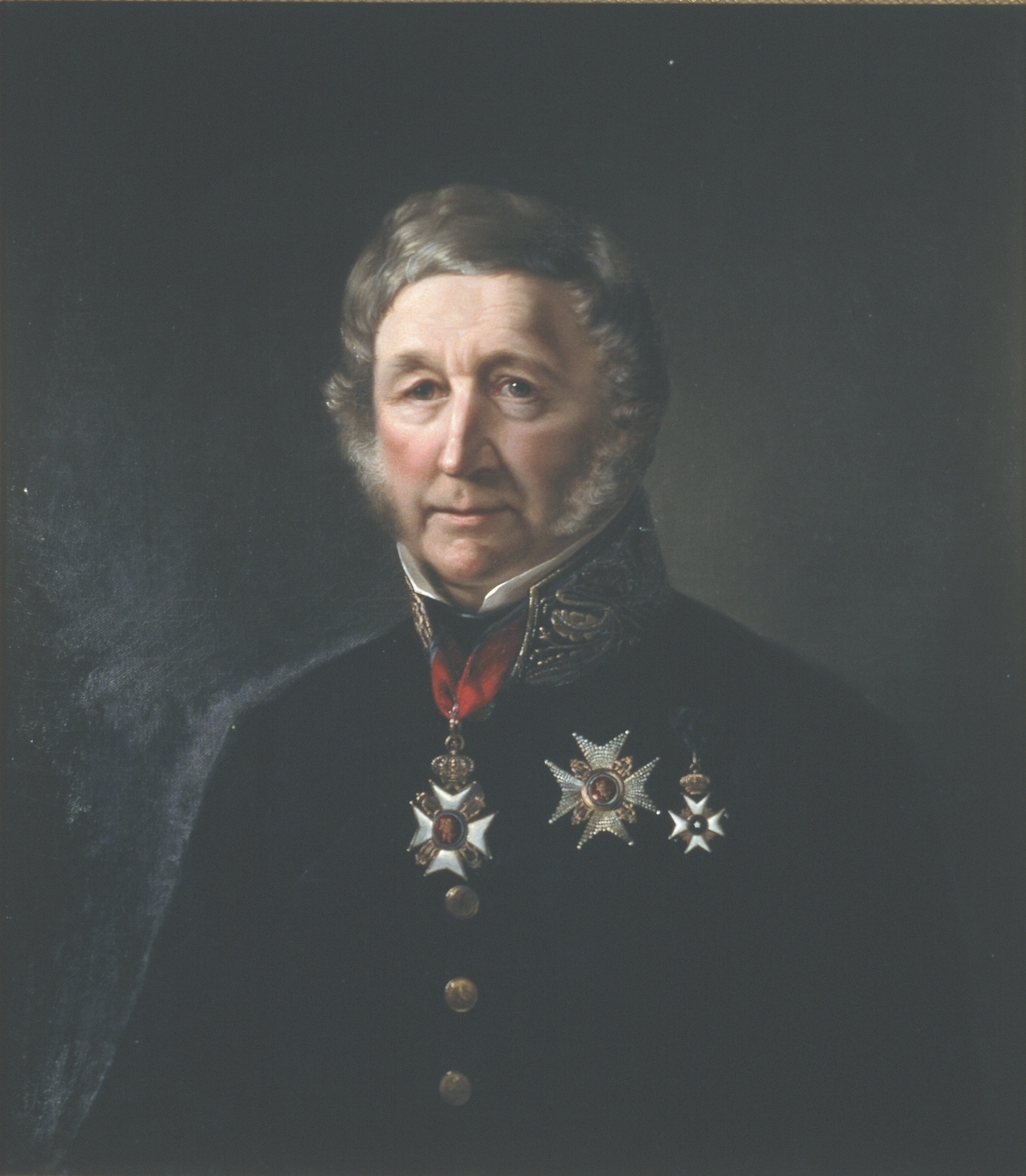
Gustav Peter Blomの肖像画 (1853) ノルウェー民俗博物館